# Únor 2020
Toto je archivovaný článek z portálu Aktuality.
1. února – sobota

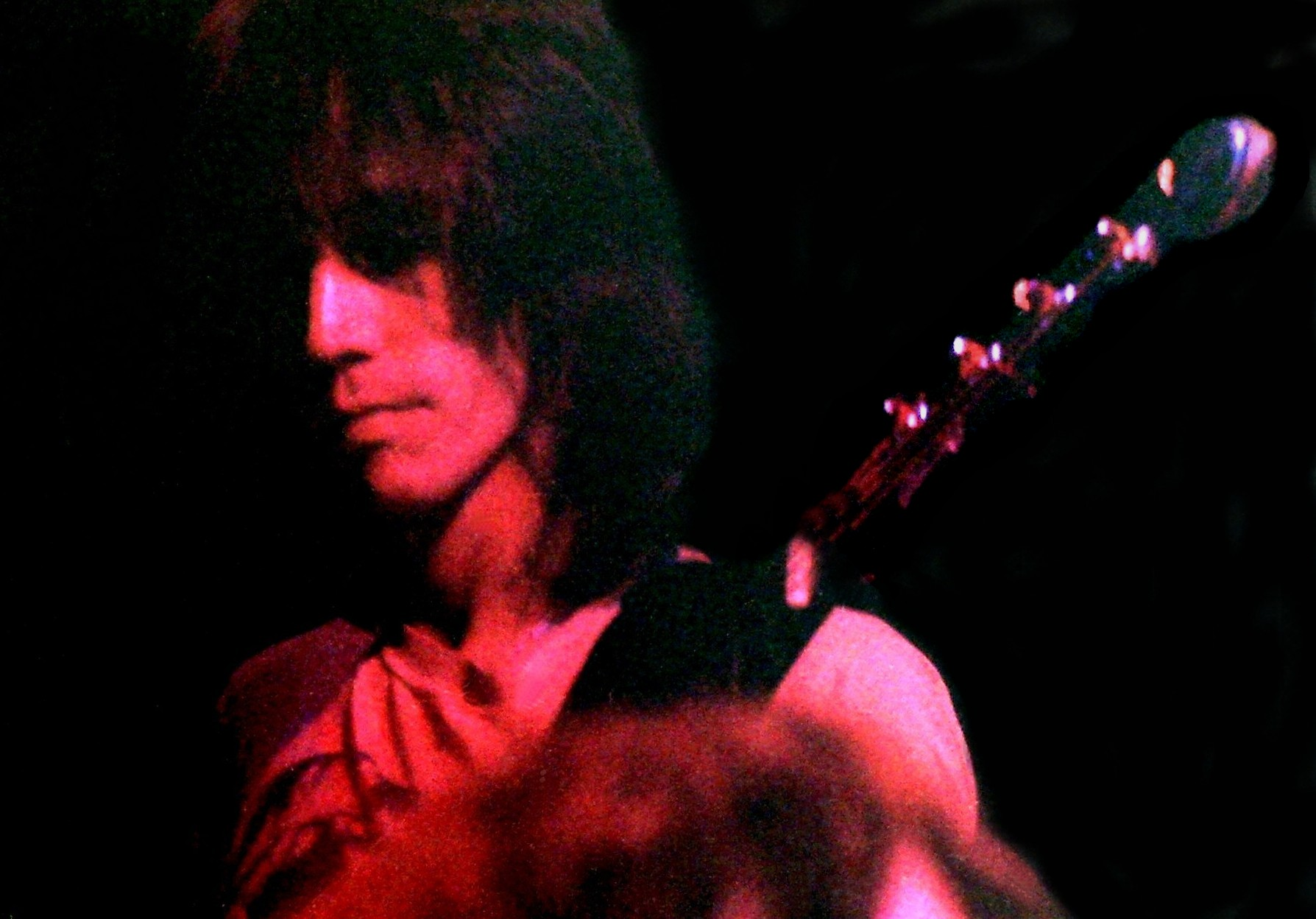
Ivan Král

 V Petrohradu se zřítil stadion, který procházel rekonstrukcí, když jeden z dělníků přeřízl kovový nosník v konstrukci střechy. Zahynul jeden člověk. 
2. února – neděle
 Ve věku 71 let zemřel český hudebník Ivan Král (na obrázku). 
 Somálsko vyhlásilo nouzový stav kvůli invazi pouštních sarančat, která rychle ničí zemědělskou úrodu. Situace v zemi je zjevně nejhorší za posledních 25 let. 
3. února – pondělí
 Česká vláda, v souvislosti s epidemií koronaviru SARS-CoV-2, vydala zákaz přímých letů mezi Českem a Čínou od 9. února. 

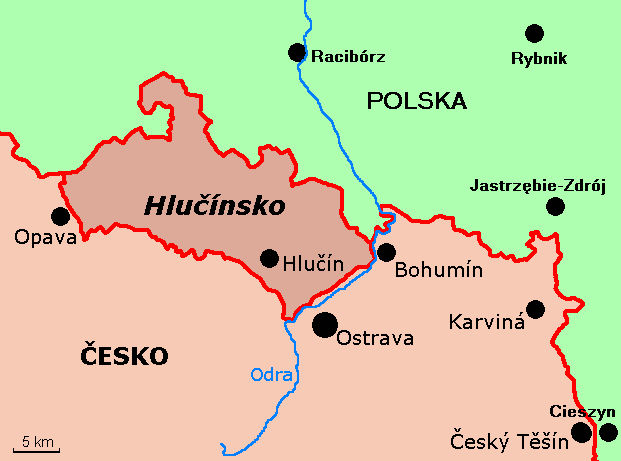
mapa Hlučínska

 Syrská armáda zabila šest tureckých vojáků během operace západně od strategicky významného města Sarakíb v opozicí kontrolované provincii Idlib. 
 Veřejný žalobce vznesl obvinění proti čtyřem osobám odpovědným za sestřelení letu MH17. Zahájení soudního procesu bylo naplánováno na 9. březen 2020 do Haagu. 
4. února – úterý
 Hlučínsko (na obrázku) si připomínalo 100 let od připojení k Československu. 
5. února – středa

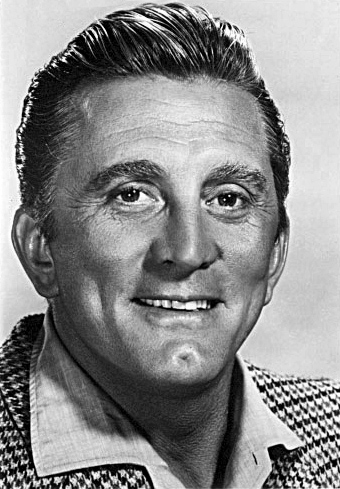
Kirk Douglas

 Ve věku 103 let zemřel americký herec a producent Kirk Douglas (na obrázku), známý především díky své roli Spartaka ve stejnojmenném filmu. 
 Americký senát zakončil proces impeachmentu prezidenta Donalda Trumpa, když ho shledal nevinným v obou bodech obžaloby. 
7. února – pátek
 Ve věku 33 let zemřel v čínském městě Wu-chan oftalmolog Li Wen-liang, který se mezi prvními snažil varovat před šířením koronaviru SARS-CoV-2. Úřady byl tehdy obviněn ze šíření lživých informací. 
 SANA: Syrská armáda vstoupila do obklíčeného města Sarakíb v povstalci ovládané provincii Idlib. 
8. února – sobota
 V předčasných parlamentních volbách v Irsku získala nejvíce mandátů strana Fianna Fáil. 
 Pravoslavná církev svatořečila Vladimíra Petřeka, Václava Čikla a Jana Sonnevenda, kteří byli zabiti za to, že ukrývali parašutisty po atentátu na Reinharda Heydricha. 
 Nejméně 20 lidí bylo zabito při útoku střelce na nákupní centrum v thajském městě Nakhon Ratčasima. 

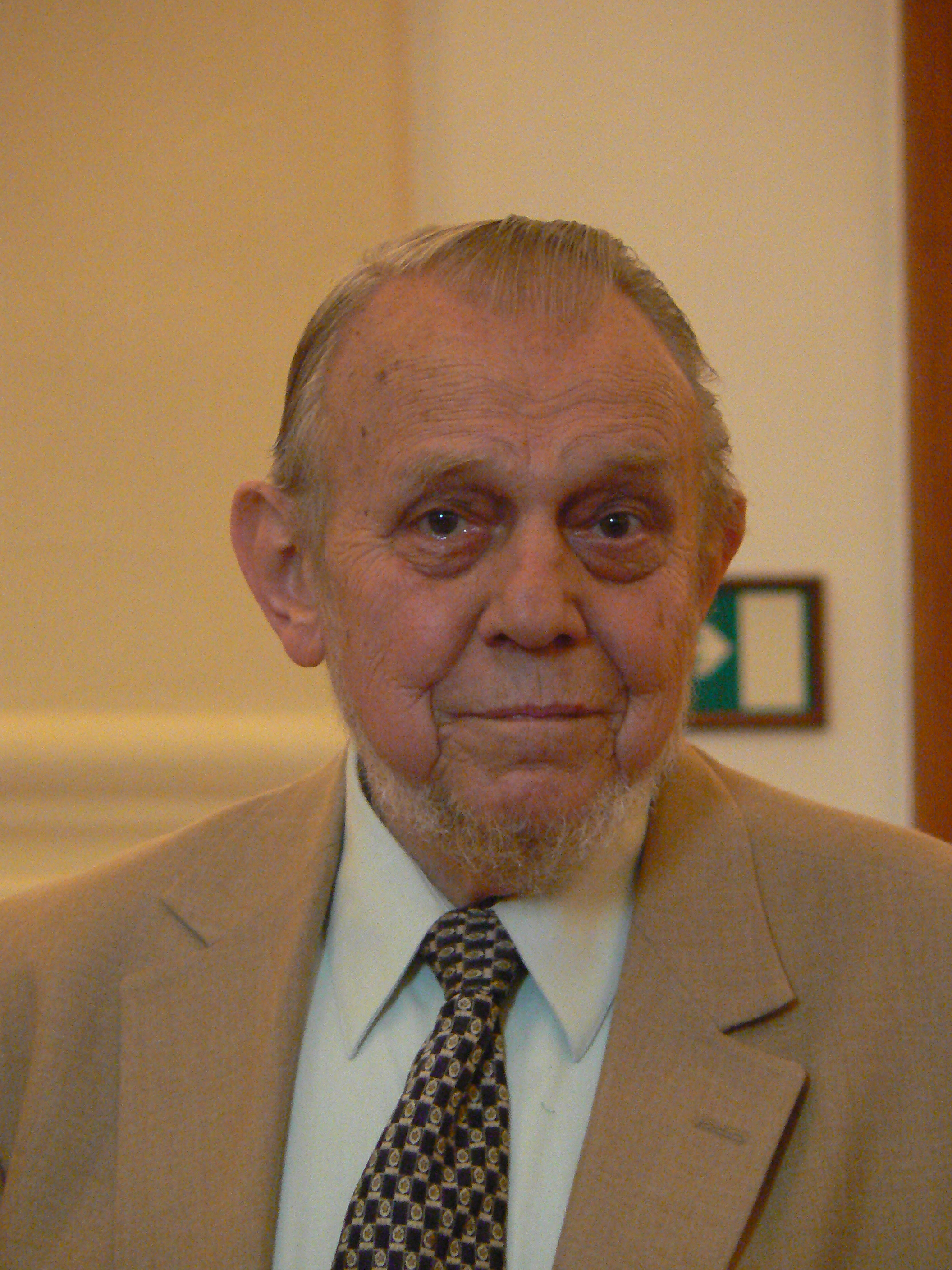
Erazim Kohák

 Ve věku 86 let zemřel filozof a publicista Erazim Kohák (na obrázku). 
9. února – neděle
 V okolí Bedřichova proběhl 53. ročník Jizerské padesátky. 
 Na Seymourově ostrově byla naměřena historicky nejvyšší teplota v Antarktidě o hodnotě 20,75 °C.
10. února – pondělí
Část Evropy zasáhla bouře Sabine, největší intenzity dosáhla 9. a 10. února.
 Kandidáti v prezidentských primárkách Demokratické strany Bernie Sanders a následně i Pete Buttigieg požádali o přepočítání hlasů voleb v Iowě. 
11. února – úterý
 Představitelé Súdánu se rozhodli vydat bývalého prezidenta Umara al-Bašíra k Mezinárodnímu trestnímu soudu v souvislosti se zločiny spáchanými během konfliktu v Dárfúru. 
12. února – středa

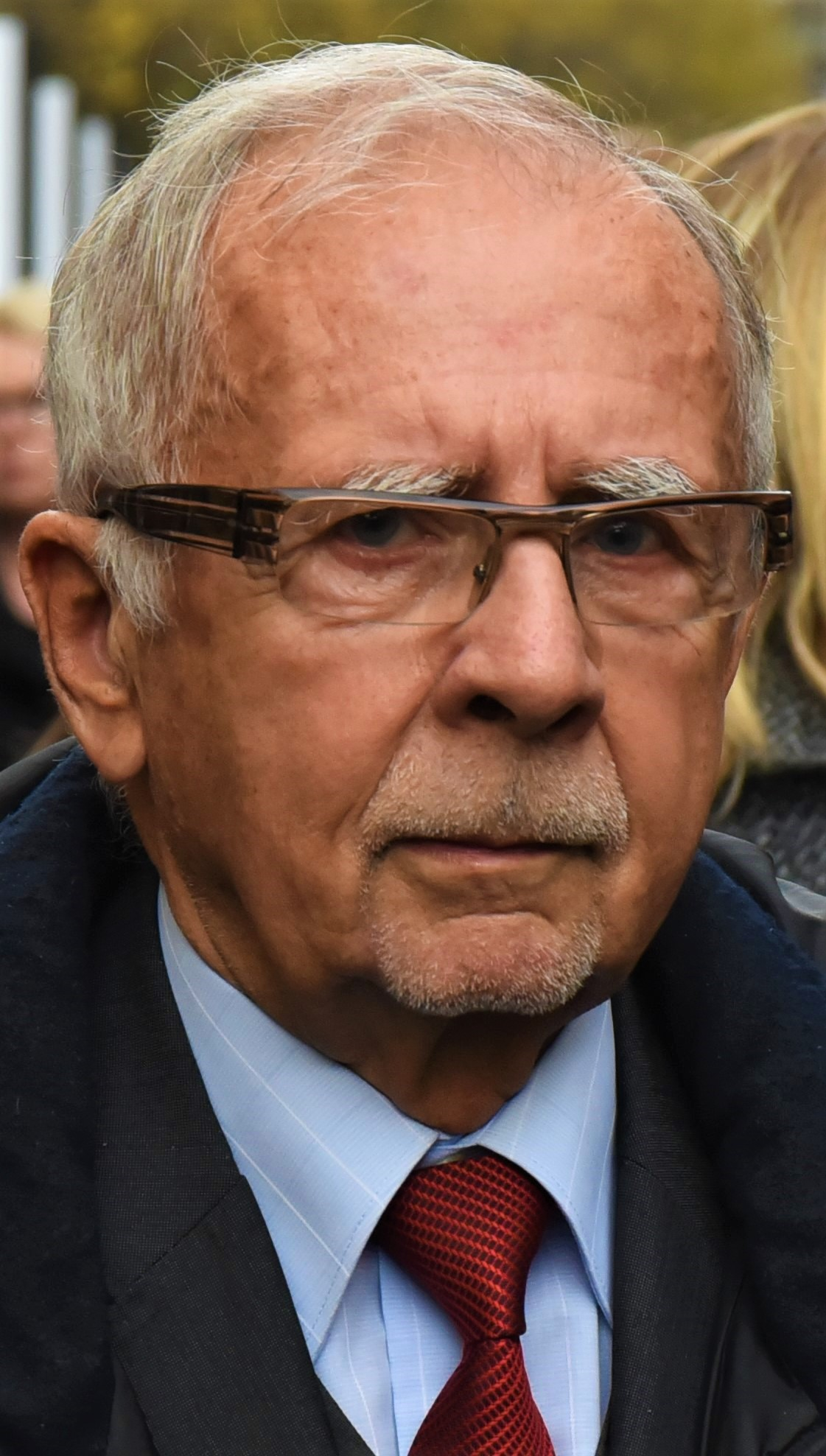
Stanislav Křeček

 Stanislav Křeček (na obrázku) byl zvolen novým ombudsmanem. 
 Zemřel Radžendra Pačaurí, dlouholetý předseda Mezivládního panelu pro změnu klimatu. 
13. února – čtvrtek
 Zemřel Miloš Stehlík, brněnský kunsthistorik, památkář a autor řady publikací o barokním umění. 
16. února – neděle
 V obci Slepotice bylo objeveno ohnisko ptačí chřipky. Byl to druhý zaznamenaný výskyt v Česku v roce 2020. 
18. února – úterý
 Rusko v souvislosti s šířením koronaviru SARS-CoV-2 zakázalo čínským občanům vstup do země s platností od 20. února. 
 Turečtí prokurátoři vydali příkazy k zatčení 695 příznivců Fethullaha Gülena, kteří jsou podezřelí z pokusu o vojenský převrat v Turecku v roce 2016. 
19. února – středa
 Při útoku na dva „šíša bary“ ve městě Hanau nedaleko Frankfurtu nad Mohanem zemřelo nejméně 9 lidí. Policie pak střelce našla doma mrtvého. 

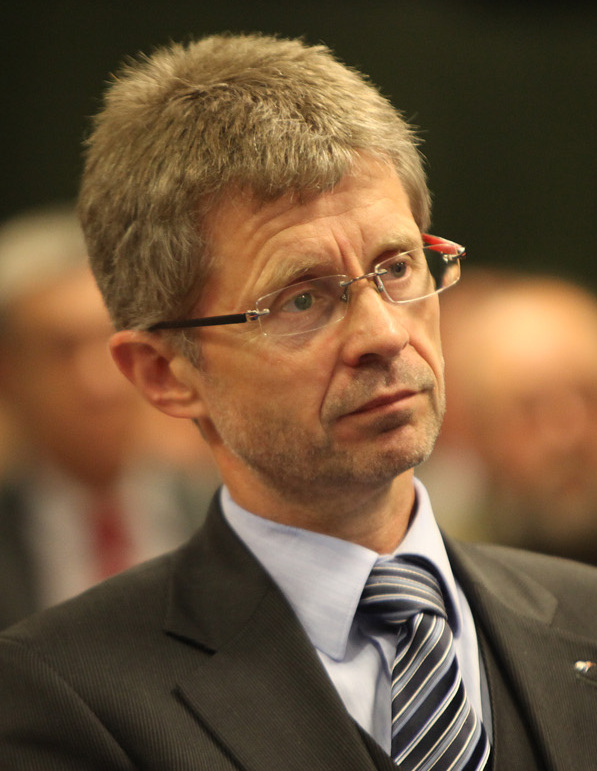
Miloš Vystrčil

 Senátorky a senátoři zvolili svým novým předsedou Miloše Vystrčila (na obrázku) (ODS). 
21. února – pátek
 Kvůli umístění lidí evakuovaných z ohniska nákazy koronavirem SARS-CoV-2 v čínském Wu-chanu v místním sanatoriu vznikly v Poltavské oblasti na Ukrajině protesty a potyčky s policií. 
22. února – sobota
 Mimořádný summit o rozpočtu EU na léta 2021–27 skončil bez dohody. 
23. února – neděle
 Ve městě Sia-menu na jihovýchodě Číny byla zprovozněna největší akvaponická farma na světě za spoluúčasti české firmy z Nymburka. 
24. února – pondělí
 Výrazný nárůst případů nákazy koronavirem SARS-CoV-2 oznámila oblast severní Itálie. Bylo nakaženo již 224 osob, zemřelo 7 lidí, státem vyhlášená karanténa izolovala 11 obcí s více než 50 000 obyvatel. 
 Asi 300 obyvatel Kuřimi bylo evakuováno kvůli nálezu nevybuchlé letecké pumy. Pyrotechnik pumu deaktivoval a následně byla odvezena k likvidaci. 
25. února – úterý
 Americký prezident Donald Trump ukončil dvoudenní návštěvu Indie, na jejímž závěru došlo podpisu smlouvy o nákupu zbraní z USA za tři miliardy dolarů. 

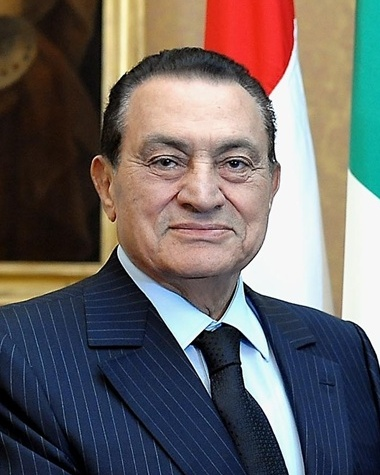
Husní Mubárak

 Ve věku 91 let zemřel bývalý prezident Egypta Husní Mubárak (na obrázku). 
27. února – čtvrtek
 Nejméně 33 tureckých vojáků bylo zabito při náletu syrského letectva na povstalecká území v syrské provincii Idlib. 
28. února – pátek
 Bývalý pražský imám Samer Shehadeh byl odsouzen za podporu teroristické skupiny Fronta an-Nusrá. 
29. února – sobota
 Zástupci hnutí Tálibán a USA podepsali mírovou smlouvu, podle které se mají amerických a mezinárodní síly z území Afghánistánu a Tálibán má přestat spolupracovat s Al-Káidou, Islámským státem a jinými teroristickými uskupeními. 
 Turecký prezident Recep Tayyip Erdoğan oznámil, že jeho země nemůže zvládnout množství uprchlíků z oblasti konfliktů v Sýrii a otevírá pro ně cestu do Evropy, v první řadě do Řecka. 